# Wansan-dong, Jeonju
Wansan-dong (koreanska: 완산동) är en stadsdel i staden Jeonju i provinsen Norra Jeolla  i den centrala delen av Sydkorea, 200 km söder om huvudstaden Seoul. Den ligger i stadsdistriktet Wansan-gu.